# Голубові
Голубові (Columbidae) — єдина сучасна родина птахів, що належить до ряду голубоподібних (Columbiformes). До родини входять близько 300 видів. До родини належать голуби і горлиці поширені по всіх континентах Землі крім Антарктиди. Найбільше різноманіття голубиних у Азії та Австралії. Більшість видів цієї родини поширені в лісистій місцевості, субтропічній зоні. Є види, що пристосувались до життя у міських місцевостях, зокрема сизий голуб.

## Морфологічні ознаки
Птахи зазвичай середнього розміру, але є дрібні (горлиці вагою близько 30 г) та великі (вінценосний голуб до 3 кг). В цілому, представники родини, як правило, мають сильні крила, короткий дзьоб і ноги, маленькі голови та великі компактні тіла. Дзьоб тонкий, дещо видовжений, з невеликим здуттям та гачком на кінці. При основі наддзьобка є восковиця. Грудина з високим кілем. 3—5 грудних хребців зливаються в спинну кістку. Контурні пір'я без додаткового стовбура, з сильно сплющеним основним стрижнем та добре розвиненою пуховою частиною. Пух не розвинений, по всьому тілу є довгу ниткоподібні пера. Першорядних махових пер 10—11, стернових пер — 12—14. Статевого диморфізму немає, віковий виражений слабко.

## Розповсюдження
Родина голубиних поширена здебільшого в лісових місцевостях, лісостепу, гірських місцевостях, на висоті до 5 км над рівнем моря. Вид сизий голуб поширився по всій земній кулі, за винятком Антарктиди. 60 % всіх голубів поширені суто на певних островах тропічної та субтропічної зон. Декілька видів живуть у тропічних лісах Африки. Велика різноманітність у Південно-Східній Азії.

### Розповсюдження в Україні
В Україні зустрічається 6 видів цієї родини:
- Припутень (Columba palumbus) — гніздовий, перелітний на всій території, на півдні зимуючий.
- Голуб-синяк (Columba oenas) — гніздиться в західних, північних та центральних областях, мігрує скрізь, зимує на півдні.
- Голуб сизий (Columba livia) — осілий птах окремих районів Криму; напівсвійські птахи поширені в населених пунктах всієї країни.
- Горлиця садова (Streptopelia decaocto) — осілий на всій території.
- Горлиця звичайна (Streptopelia turtur) — гніздовий, перелітний на всій території.
- Горлиця велика (Streptopelia orientalis) — рідкісний залітний, зареєстрований в Криму.

Горлицю садову та сизого голуба (напівсвійську форму) можна побачити майже у кожному місті.

## Розмноження

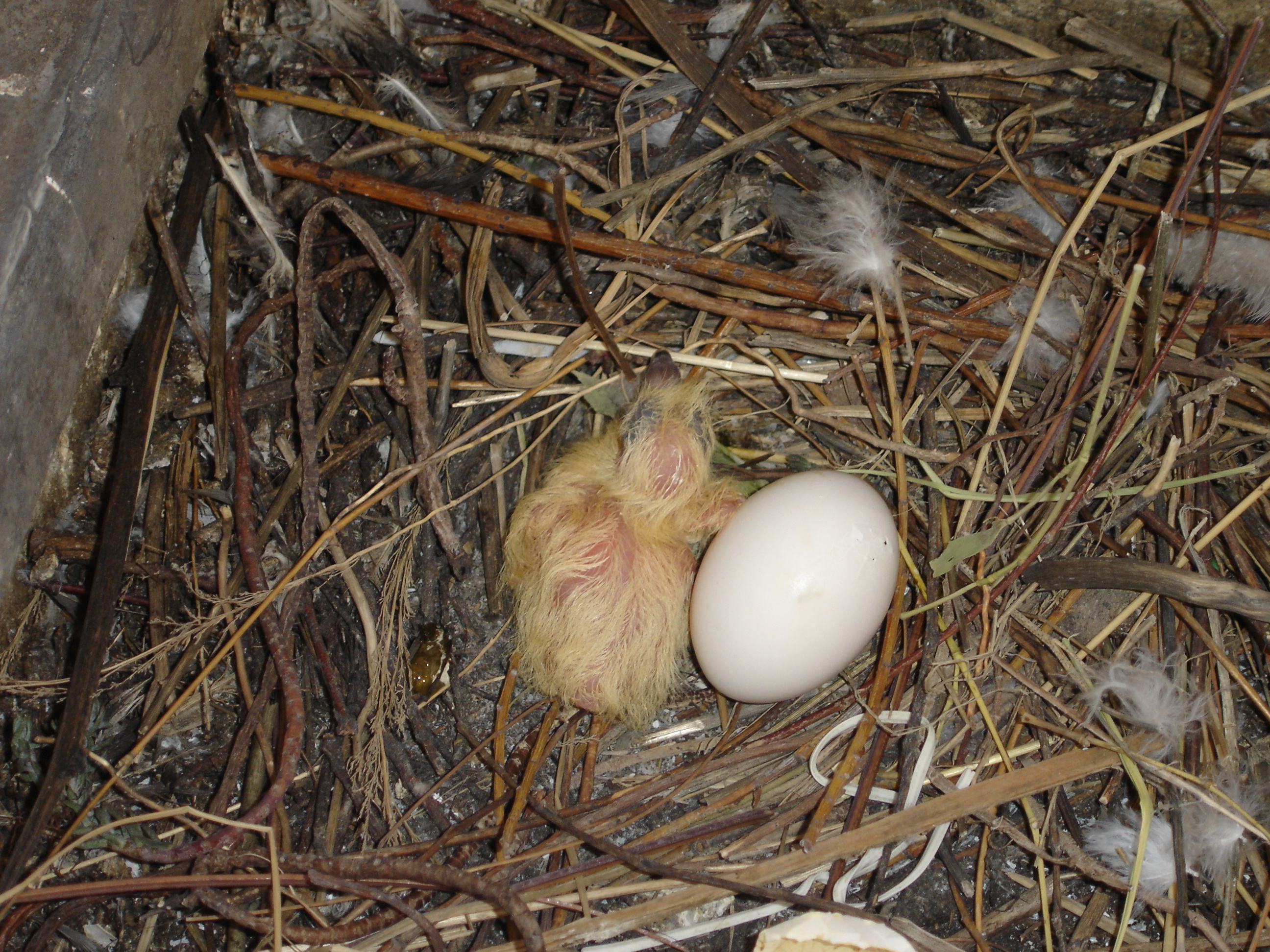
Яйце голуба та пташеня

Один самець шукає собі одну самку, і їхнє подружнє життя часто зберігається на кілька років. На час шлюбного періоду самець під час токування демонструє самці різні пози у повітрі і на землі, надуває воло. Інші види хлопають у повітрі крилами, годують один одного близько до дзьоба іншого.
Більшість видів гніздиться окремими парами, небагато — розрізненими групами та навіть справжніми колоніями. Гніздо у вигляді пухкої купи гілочок у розгалуженні гілок. Деякі види гніздяться в дуплах, розщілинах скель, під камінням, у промоїнах ярів, поодинокі види — на землі.
У кладці 2, рідше 1 яйце. Насиджують кладку обидві статі. Інкубаційний період пташиних яєць триває від 2,5 (дрібні види) до 4 і навіть 5 тижнів залежно від виду. Пташенята народжуються сліпими, вритими рідко розміщеним ниткоподібним пухом.
Спосіб годування дитинчат особливий, в якого навіть немає аналогів. У волі батьків виділяється молокоподібне утворення, що отримало назву голубине молоко. Епітелій стінок вола дорослих птахів посилено ділиться, відбувається жирове переродження та він відторгається. Цією рідкою їжею пташенят вигодовують перший час, потім додають насіння, що розбухає у волі. Пташенята ростуть швидко та у віці 2,5—4 тижнів набувають здатності самостійно літати. У теплих районах у багатьох видів 2—3 кладки на рік.
Статевої зрілості досягають у віці близько 1 року (вінценосний голуб у віці близько 2 років).
Частина видів тримаються групами й в сезон розмноження, в інший період — зграйками. У помірних широтах перелітні, у тропіках — осілі і кочуючи.

## Живлення
Живляться рослинною їжею: насіння, листя, плоди та ягоди. Більшість голубиних вживають насіння переважно трав'янистих рослин, листя — трав'янистих рослин, дерев, або кущів. Вживають плоди та ягоди малого розміру, рештки, що не травляться виходять назовні через анальний отвір у вигляді калу. Невеликий відсоток у живленні родини займає тваринна їжа — комахи та інші дрібні безхребетні. На червів види голубиних полюють на території Євразії найбільше. Регулярно п'ють воду. Коли п'ють, всмоктують воду, не підіймаючи голови.

## Тривалість життя
У дикій природі голубині живуть до 25 років.

## Утримання в неволі
Живуть зоопарках, цирках та голуб'ятнях, де їх тримають для прикраси, або для м'яса, яке вирізняється своїм смаком. Тримають для декоративної голубиної пошти або спорту.

## Походження
Викопні залишки (7 викопних та 27 сучасних видів) відомі з міоцену Франції та пізніших відкладів у різних районах сучасного ареалу. Можливий центр походження — Австралія (за іншими поглядами — Південна Америка).

## Систематика

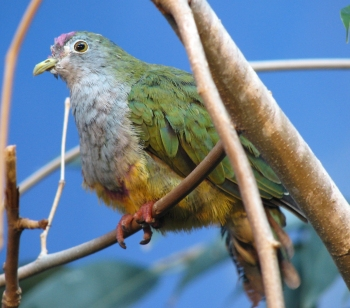
Зелена горлиця

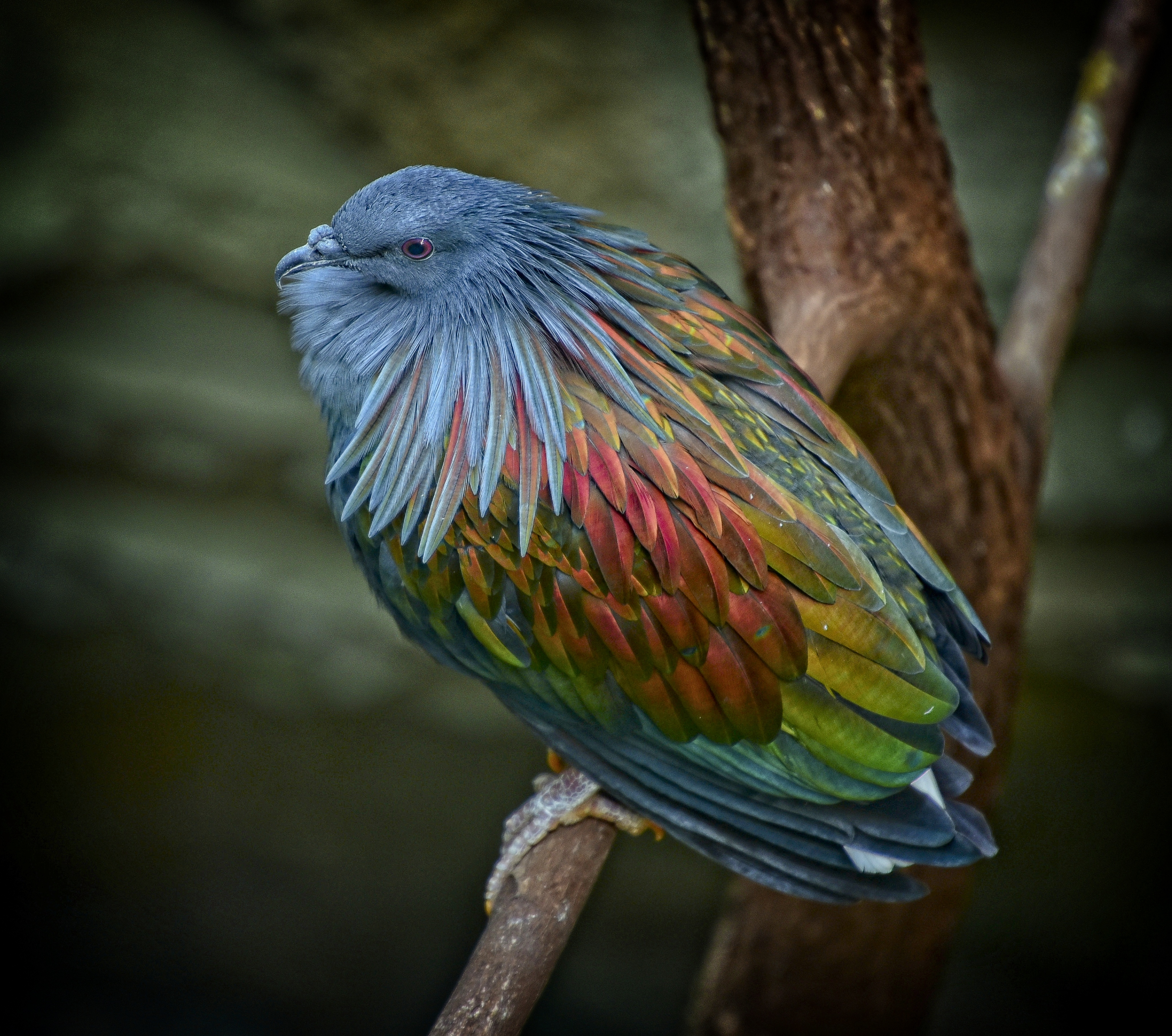
Голуб гривастий (Caloenas nicobarica)

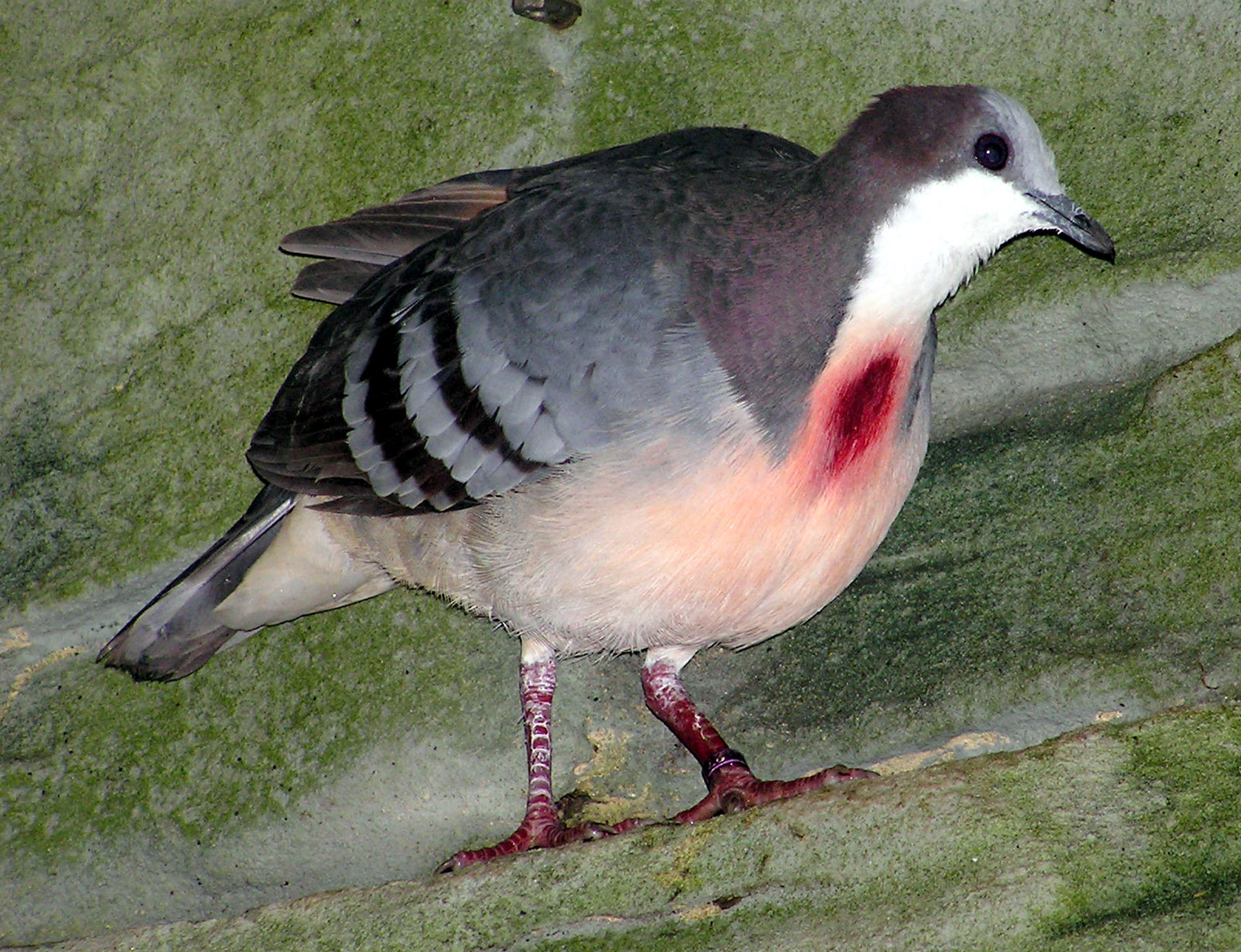
Gallicolumba luzonica

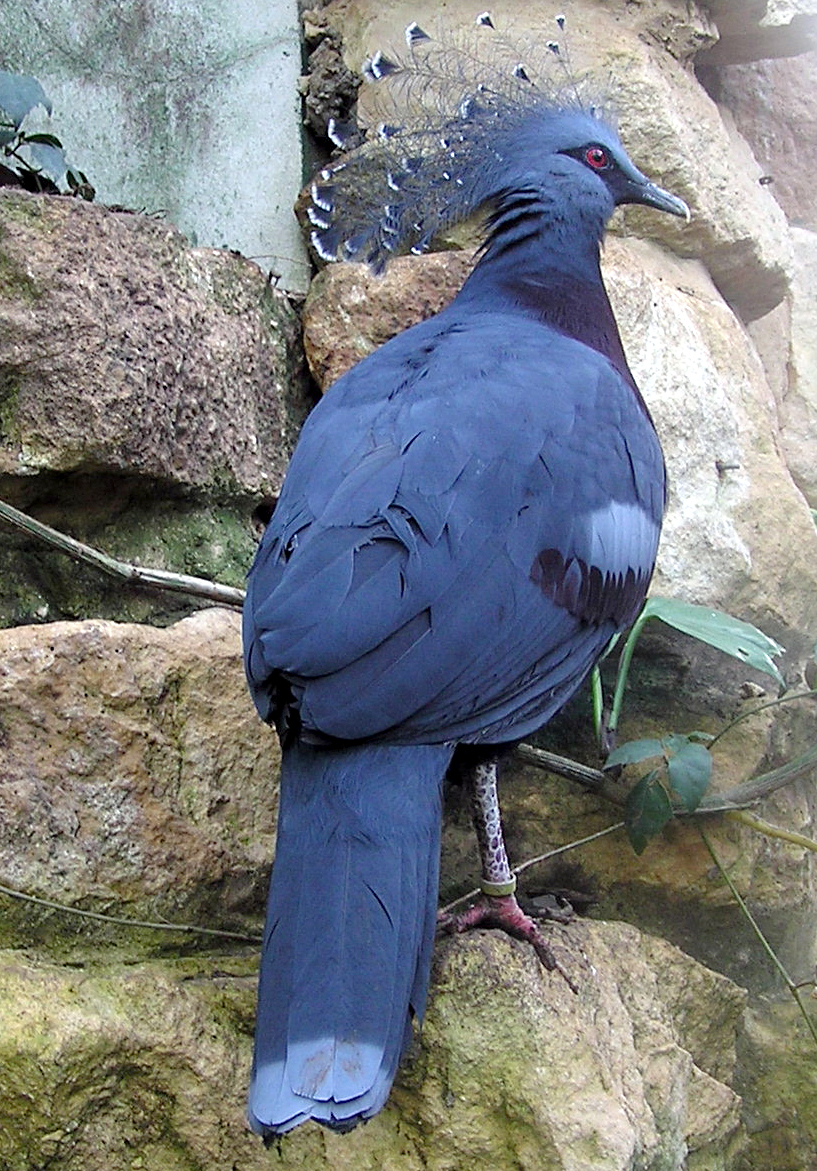
Goura victoria у зоопарку Бристоля

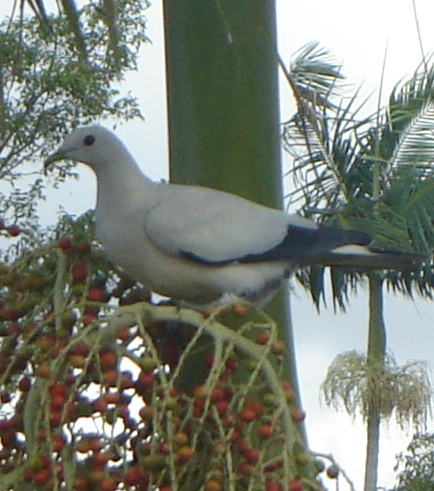
Ducula bicolor

Всього родина голубових нараховує близько 285 сучасних видів; 6 видів були знищені в історичний час. Серед них один з найчисленніших раніше птахів землі — мандрівний голуб, що гніздився в Північній Америці колоніями, які нараховували мільйони пар; повністю знищений наприкінці XIX ст.
Велика кількість родів у родині змушує об'єднувати їх у підродини, нечіткі міжродові відмінності ускладнюють це завдання. Тому класифікація родини відрізняється за різними системами і кількість підродин, що виділяють, коливається від 4 до 9. Нижче подана систематика, наведена за
Родина ГОЛУБОВІ (COLUMBIDAE)
- Підродина Columbinae
  - Рід Голуб (Columba) включаючи Aplopelia (33—34 сучасні види, 2—3 недавно вимерлі)
  - Рід Рожевий голуб (Nesoenas) (два сучасні види, три вимерлих)
  - Рід Горлиця (Streptopelia) включаючи Stigmatopelia (14—18 сучасних видів)
  - Рід Patagioenas (17 видів)
  - Рід Довгохвоста горлиця (Macropygia) (10 видів)
  - Рід Голуб-довгохвіст (Reinwardtoena) (3 види)
  - Рід Темний голуб (Turacoena) (2 види)
  - Рід Африканська горлиця (Turtur) (5 видів)
  - Рід Капська горлиця (Oena) (1 вид)
  - Рід Голуб-зеленокрил (Chalcophaps) (2 види)
  - Рід Голуб-бронзовокрил (Henicophaps) (2 види)
  - Рід Фапс (Phaps) (3 види)
  - Рід Чубатий голуб-бронзовокрил (Ocyphaps) (1 вид)
  - Рід Австралійський голуб (Geophaps) (3 види)
  - Рід Нагірний голуб (Petrophassa) (2 види)
  - Рід Австралійська горлиця (Geopelia) (3—5 види)

- Підродина Leptotilinae
  - Рід Зенаїда (Zenaida) (7 видів)
  - Рід Ectopistes (вимерлі; 1914)
  - Рід Горличка (Leptotila) (11 видів)
  - Рід Голубок (Geotrygon) (16 видів)
  - Рід Starnoenas (1 вид)

- Підродина Columbininae
  - Рід Columbina включаючи Scardafella (9 видів)
  - Рід Claravis (3 види)
  - Рід Metriopelia (4 види)
  - Рід Uropelia (1 вид)

- Підродина ?
  - Рід Gallicolumba (16—17 сучасних видів, 3—4 недавно вимерлих)
  - Рід Trugon (1 вид)

- Підродина Otidiphabinae
  - Рід Otidiphaps (1 вид)

- Підродина Didunculinae
  - Рід Didunculus (1 вид)

- Підродина Gourinae
  - Рід Goura (3 види)

- Підродина Treroninae
  - Рід Ducula (36 видів)
  - Рід Lopholaimus (1 вид)
  - Рід Hemiphaga (2 види)
  - Рід Cryptophaps (1 вид)
  - Рід Gymnophaps (3 види)
  - Рід Ptilinopus (близько 50 сучасних видів, 1—2 недавно вимерлих)
  - Рід Natunaornis (вимерли у доісторичний час)
  - Рід Drepanoptila (1 вид)
  - Рід Alectroenas (3 сучасні види)

- Підродина Raphinae
  - Рід Raphus (вимерлий; кінець 17-го сторіччя)
  - Рід Pezophaps (вимерлий; бл. 1730)

- Систематичне положення не з'ясоване
  - Рід Caloenas (2 види)
  - Рід Treron (23 види)
  - Рід Phapitreron (3 види)
  - Рід Leucosarcia (1 вид)
  - Рід Microgoura (вимерлий; початок 20-го сторіччя)
  - Рід Dysmoropelia (вимерлий)
  - Рід Bountyphaps (вимерлий у доісторичний час)

## Голубові та людина

### Одомашнення

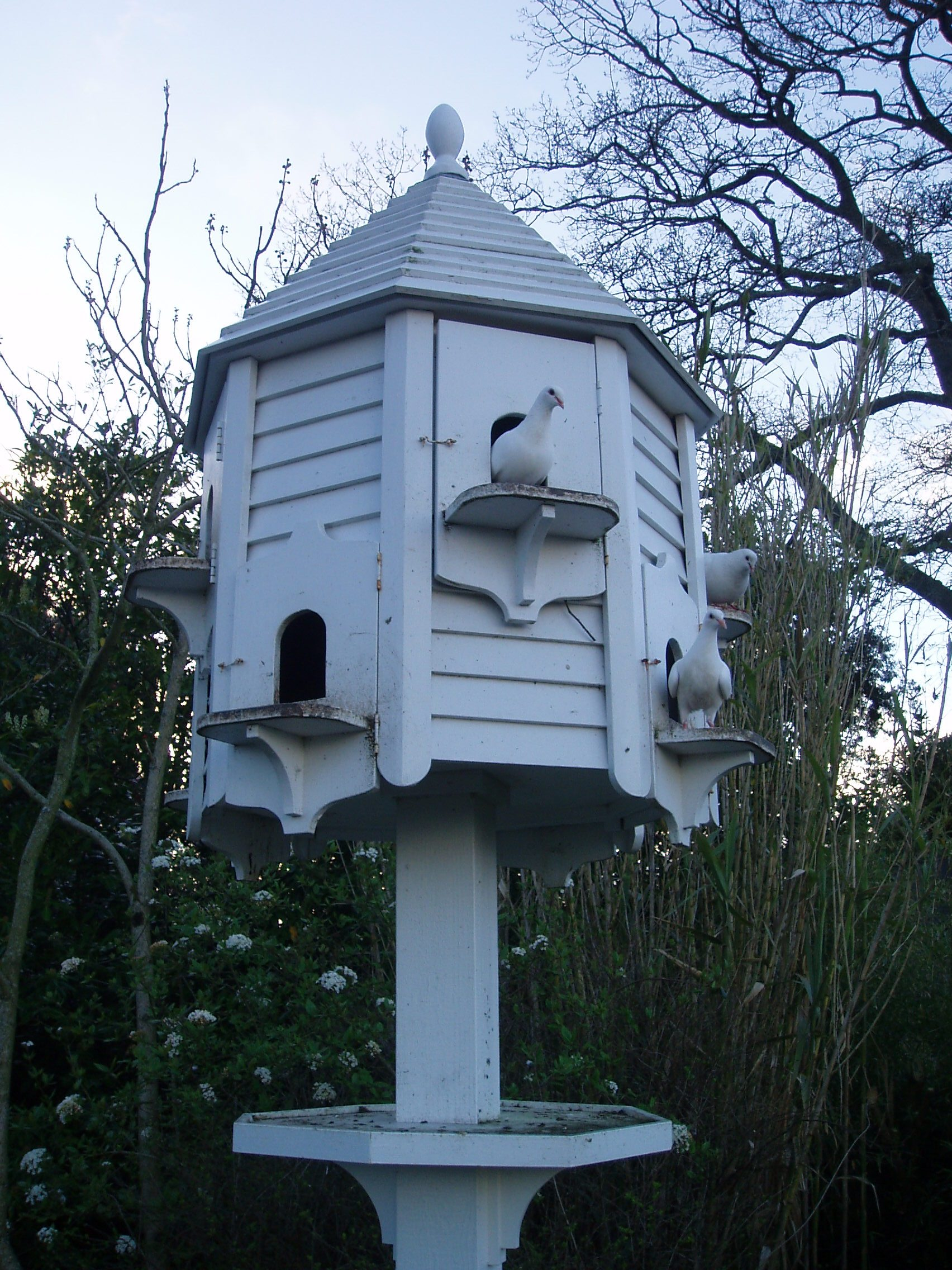
Голубник

Взаємовідношення людини і голубових мають дуже стародавню історію — багато вчених припускають, що сизий голуб є першим птахом, прирученим людиною. У наш час добре відомо, що численні породи з самими різними характеристиками мають єдиного предка — дикого або скелястого голуба. Проте до другої половини 19 століття усталеною була теорія про постійність і незмінність видів, згідно з якою кожна порода була унікальна. У 1868 році вийшла в світ робота Чарльза Дарвіна «Зміна тварин і рослин під впливом одомашнення», в якій домашні голуби зайняли одне з центральних місць. Вивчаючи різні породи птахів і провівши досліди з їхнього схрещування, учений прийшов до висновку, що їхнє різноманіття є результатом селекції, а загальним предком є дикий сизий або скелястий голуб.
Точне місце, коли почалася історія приручення цих птахів, невідоме; за різними оцінками це могло відбутися від 5 до 10 тис. років тому. У наш час відомо більше 800 порід, які за практичним застосуванням розділяють на три основні групи: спортивні, м'ясні та декоративні. Розведення та утримання голубів знане як голубівництво та проводиться в спеціалізованих розплідниках, так званих голубниках.

### У культурі
Згідно з Книгою Буття, священним писанням в юдаїзмі і християнстві, Ной зі свого ковчега тричі випускав голуба, сподіваючись на те, що той принесе звістку про закінчення всесвітнього потопу. Вперше голуб повернувся ні з чим, вдруге приніс у дзьобі оливкову гілку, а втретє не повернувся зовсім, що означало, що «вода зійшла з землі» (Буття 8:8—12). Через цю історію, голуб у багатьох народів став втіленням доброї новини та миру — символом, який часто використовується й у наш час. Наприклад, символом I Всесвітнього конгресу прихильників миру в 1949 році став білий голуб, намальований Пабло Пікассо.